# Ayton Castle

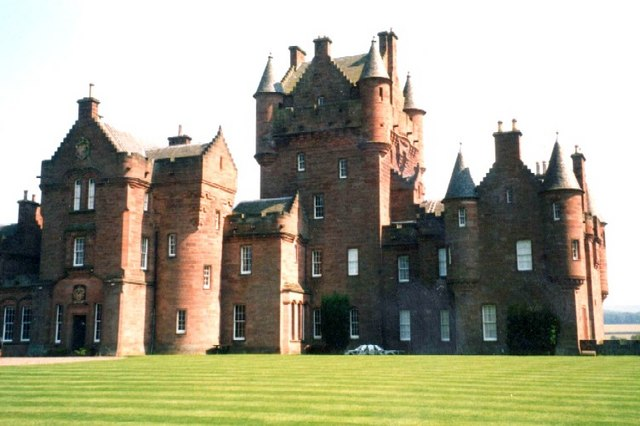
Ayton Castle

Ayton Castle ist ein aus rotem Sandstein gebautes Schloss in den schottischen Lowlands. Es liegt nahe der Ortschaft Ayton, rund fünf Kilometer südwestlich von Eyemouth und elf Kilometer nördlich von Berwick-upon-Tweed in der Grafschaft Berwickshire in der Council Area Scottish Borders. 

## Geschichte
An der Stelle des heutigen Schlosses stand ursprünglich ein für die schottischen Lowlands typischer mittelalterlicher Wehrturm (ein so genannter Peel Tower oder Pele Tower). Dieser brannte 1834 vollständig nieder. Die Familie Home, welcher der Wehrturm und das umliegende Gelände ursprünglich gehört hatten, verkaufte daraufhin das gesamte Anwesen an die Familie Mitchell-Innes. Diese beauftragte den schottischen Architekten James Gillespie Graham damit, an gleicher Stelle einen repräsentativen Familiensitz zu bauen. Der Bau nach den Plänen Grahams wurde im Jahr 1851 im „Scottish gothic style“, der schottischen Variante der Neugotik, fertiggestellt. Es war der letzte große Bau Grahams, der 1855 verstarb. 
In den Jahren 1860 bis 1867 wurde das Anwesen nach Plänen der Architekten David Bryce und James Maitland weiter ausgebaut. Mark Twain besuchte das Schloss 1873 und war von der Architektur so beeindruckt, dass er darauf bestand, einen Kamin als Andenken mitzunehmen. Dieser Kamin ist heute im Mark Twain-Museum in Connecticut zu besichtigen. 1895 verkaufte die Familie Mitchell-Innes das Schloss an Henry Liddell-Grainger of Middleton Hall. Während des Zweiten Weltkriegs wurde Ayton Castle vorübergehend als Ersatzquartier für die Esdaile School genutzt, die aus Edinburgh evakuiert worden war.

## Ayton Castle heute
Ayton Castle war von 1980 an der Wohnsitz der Familie Liddell-Grainger of Middleton Hall sowie der Barone De La Rue. Es war für die Öffentlichkeit zugänglich und konnte für Hochzeiten angemietet werden. Am 4. November 2011 stand das Schloss für 2,2 Millionen £ zum Verkauf. Seit Juli 2014 befindet sich Ayton Castle erneut im Privatbesitz und steht wieder für die Anmietung für Hochzeiten und weiteren Veranstaltungen zur Verfügung. 1987 wurde das Anwesen in das Inventory of Gardens and Designed Landscapes in Scotland aufgenommen.